# HD 13931
HD 13931 とは、太陽系からアンドロメダ座の方角に約144光年離れた位置にあるG型の恒星である。視等級は7.6と暗いので肉眼で見ることはできない。2010年現在1個の惑星を持つことが知られている。

## 特徴
HD 13931 は太陽と同じスペクトル型G型の恒星で、金属量も太陽と同じ程度と観測されているが、半径が大きく光度は太陽の1.57倍前後ある。彩層の活動が穏やかで自転速度が遅いことや、同じスペクトル型の標準的な主系列星と比べやや明るいことから太陽（46億歳）より年老いた星と考えられ、年齢は64億から104億歳と推定されている。
2010年、この恒星を回る太陽系外惑星 HD 13931 b が報告された。HD 13931 b は木星の2倍の質量の巨大惑星で、半径5.2AUの円軌道を11.5年かけて公転している。この惑星は太陽系の木星によく似た性質を持っているため「木星のアナログ」と呼ばれる。
| 名称 （恒星に近い順） | 質量     | 軌道長半径 （天文単位） | 公転周期 (日) | 軌道離心率 | 軌道傾斜角 | 半径 |
| --------------------- | -------- | ----------------------- | ------------- | ---------- | ---------- | ---- |
| b                     | >1.88 MJ | 5.15                    | 4218          | 0.02       | —          | —    |